# روتتردام
Rotterdamsche Droogdok Maatschappij (RDM)، كانت أكبر شركة لبناء السفن وإصلاحها قبل الحرب العالمية الثانية في روتردام في هولندا، وجدت من عام 1902 إلى 1996. بنيت 355 قطعة بحرية معظمها من السفن البحرية الرئيسية، منها 18 غواصة. كانت تشغل 12 رصيفًا عائمًا وكان يعمل 7000 شخص في في وقت ذروتها.

## التاريخ
تم إنشاء الشركة في 23 يناير 1902 في منطقة Heijplaat، الواقعة على ضفاف نهر الميز. لقد كانت حركة لشركة تأسست في دلفشافن في عام 1856 من قبل دنكان كريستي.
في 14 يناير 1925، أُنشيء منشأة لبناء السفن كشركة تابعة على الضفة الشمالية في شيدام واستمرت في العمل كمؤسسة منفصلة حتى عام 1978.
في 1928/29 تم بناء ما يسمى "Onderzeebootloods" (قاعة الغواصة). تم توسيع هذا ثلاث مرات. تم بناء 17 غواصة هولندية و1 بولندية. سقطت اثنتان من الغواصات في أيدي الألمانية في مايو 1940، وخدمت في بحرية ألمانيا النازية كريجسمارين. عثر الألمان أيضًا على غواصة سنوركل، وهو اختراع هولندي. يسمح هذا الجهاز للغواصات باستخدام محركات الديزل الخاصة بهم تحت الماء، مما مدد مداها بشكل كبير، وبالتالي تم تجهيز جميع غواصات يو الألمانية بهذا الجهاز. أصبحت القاعة الآن جزءًا من ما يسمى RDM Campus، وهي مجموعة من شركات البحث والتطوير وكلية.

### الحرب العالمية الثانية
خلال الحرب العالمية الثانية، سقطت الشركة في أيدي الألمان دون أن تلحق بها أي أضرار وسليمة، بصرف النظر عن كونها موردا رئيسيا للأسلحة إلى البحرية الملكية الهولندية. قررت الإدارة مواصلة العمل كالمعتاد، على الرغم من أن ممثل الملكة فيلهلمينا (الذي هرب إلى المملكة المتحدة)، الجنرال هنري وينكلمان، منع صراحة أي عمل في المشاريع العسكرية الألمانية. زمواصلة العمل على المنتجات العسكرية الهولندية.

## منتجات
كان النشاط الأساسي لشركة هو إصلاح السفن في منشأة الأحواض الجافة، على الرغم من أنها قامت أيضًا ببناء عدة سفن جديدة على مر السنين. أصبحت الشركة أيضًا منافسًا قويًا في معدات البناء للحفر البحري بحلول منتصف الستينيات.

### سفن بنيت
السفن التي بنتها الشركة تشمل:
- سفن البحرية

| اسم                 | أطلقت    | ملحوظة                               |
| الطرادات            | الطرادات | الطرادات                             |
| ------------------- | -------- | ------------------------------------ |
| De Zeven Provinciën | 1950     |                                      |
| المدمرات            |          |                                      |
| Gerard Callenburgh  | 1939     |                                      |
| Tjerk Hiddes        | 1939     | لم يكتمل بسبب الحرب العالمية الثانية |
| Holland             | 1953     |                                      |
| Rotterdam           | 1956     |                                      |
| الغواصات            |          |                                      |
| K XIV               | 1931     |                                      |
| K XV                | 1932     |                                      |
| K XVI               | 1933     |                                      |
| Sęp                 | 1938     |                                      |
| O 23                | 1939     |                                      |
| O 24                | 1940     |                                      |
| O 26                | 1940     |                                      |
| O 27                | 1941     |                                      |
| Dolfijn             | 1959     |                                      |
| Zeehond             | 1960     |                                      |
| Tijgerhaai          | 1971     |                                      |
| Zwaardvis           | 1970     |                                      |
| Walrus              | 1985     |                                      |
| Zeeleeuw            | 1987     |                                      |
| Dolfijn             | 1990     |                                      |
| Bruinvis            | 1992     |                                      |
| سفن التجديد         |          |                                      |
| Poolster            | 1963     |                                      |
| مركب شراعي          |          |                                      |
| Van Kinsbergen      | 1939     |                                      |

## روابط خارجية
- Documents and clippings about Rotterdamsche Droogdok Maatschappij